# John Templeton
Sir John Templeton (29. listopadu 1912, Winchester, USA – 8. července 2008, Nassau, Bahamy) byl britský akciový investor a obchodník. Vydělal jmění v řádu miliard dolarů a stal se štědrým filantropem.
Studoval na Yaleově univerzitě, kde si část školného hradil díky ziskům z hraní pokeru. Poté ještě studoval právo na univerzitě v Oxfordu.
Templeton se stal průkopníkem podílových fondů. Podnikání mu vyneslo miliardové bohatství. Zařadil se pak mezi nejštědřejší mecenáše v historii, na charitativní účely poskytl přes miliardu dolarů.
V roce 1964 se vzdal amerického občanství, což mu umožnilo převést na obecně prospěšné účely dalších 100 milionů dolarů, které by jinak v USA zaplatil jako daň z příjmu po prodeji svého mezinárodního investičního fondu. Byl pak občanem Velké Británie a rovněž Baham, kde žil.
Nadace nesoucí jeho jméno uděluje od roku 1973 Templetonovu cenu lidem, kteří se zasloužili o pokrok ve výzkumu a objevech týkajících se duchovních skutečností. První nositelkou ocenění, které bývá označováno jako „Nobelova cena za náboženství“, se stala Matka Tereza.
John Templeton byl celý život členem presbyteriánské církve. Zemřel na Bahamách na zápal plic ve věku 95 let.

## Osobní život
Templeton se oženil roku 1937 s Judith Folk, měli spolu tři děti. Jeho žena zemřela při nehodě roku 1951. O sedm let později se oženil podruhé s Irene Reynolds Butler († 1993).